# Oreomela rugipennis
Oreomela rugipennis es una especie de insecto coleóptero de la familia Chrysomelidae.
Fue descrita científicamente en 1981 por Chen & Wang in Wang & Chen.